# ینگی بازار
ینگی بازار (به ازبکی: Yangibozor) یک منطقهٔ مسکونی در ازبکستان است که در شهرستان ینگی بازار واقع شده‌است. ینگی بازار ۶٬۳۰۰ نفر جمعیت دارد.